# Fu Baorong
Fu Baorong, född den 3 juni 1978 i Jilin, Kina, är en kinesisk landhockeyspelare.
Hon tog OS-silver i damernas landhockeyturnering i samband med de olympiska landhockeytävlingarna 2008 i Peking.